# Градирня

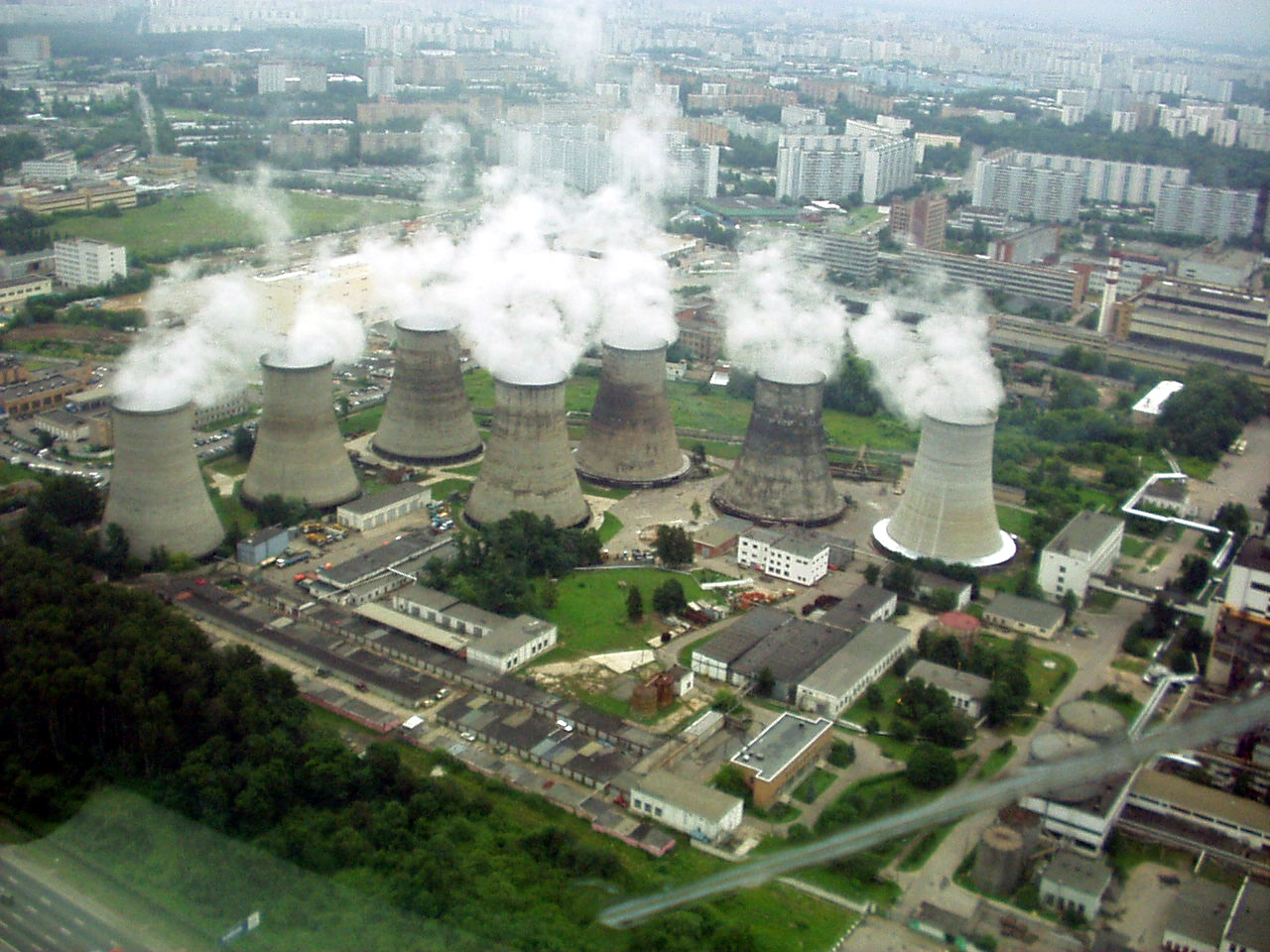
Гиперболоидные градирни ТЭЦ-21 в Москве

Гради́рня (нем. gradieren — сгущать соляной раствор; первоначально градирни служили для добычи соли выпариванием) — устройство для охлаждения большого количества воды направленным потоком атмосферного воздуха. Иногда градирни называют также охладительными башнями.
В настоящее время градирни большой производительности применяются в системах оборотного водоснабжения для охлаждения теплообменных аппаратов, в частности, на ТЭС и АЭС. В гражданском строительстве градирни используются, например, для охлаждения конденсаторов холодильных установок, при кондиционировании воздуха, охлаждении аварийных электрогенераторов. Наибольшее распространение градирни получили в промышленности для охлаждения разного рода технологического оборудования, при химической очистке веществ, часто в связке с системой механических очистных сооружений (МОС). Имеют широкое применение на предприятиях ВПК, энергетической, судостроительной, авиационной, химической отраслей, металлургии, машиностроения, и пищевого производств и т. д.
При замыкании водооборотного цикла на местные водоочистные сооружения решается и задача утилизации значительного количества технических сточных вод, перенаправляемых на градирную установку. А технические решения по утилизации тепловой энергии (избытка пара) с применением теплонасосных установок (ТНУ) позволяют преобразовывать её в электроэнергию.
Процесс охлаждения в случае классических вентиляторных градирен происходит за счёт испарения части воды при стекании её тонкой плёнкой или каплями по специальному оросителю, вдоль которого в противоположном движению воды направлении подаётся поток воздуха. В инновационных эжекционных градирнях охлаждение происходит за счёт создаваемой среды, приближённой к условиям вакуума специальными форсунками (обеспечивающие площадь тепломассообмена, каждая — 450 м² на 1 м³ прокачиваемой жидкости, и представляющие собой принцип двойного действия, охлаждая распыляемую жидкость не только снаружи, но и внутри) и особенностями конструкции. При испарении 1 % воды температура оставшейся массы понижается на 5,48 °C, а в случае с описанным эжекционным принципом охлаждения температура оставшейся массы понижается на 7,23 °C.
Как правило, градирни используются там, где нет возможности использовать для охлаждения большие водоёмы (реки, озёра, моря), а также из-за опасности их загрязнения.
Простая и дешёвая альтернатива градирням — брызгальные бассейны, где вода охлаждается простым разбрызгиванием, правда, с небольшим эффектом.

## История

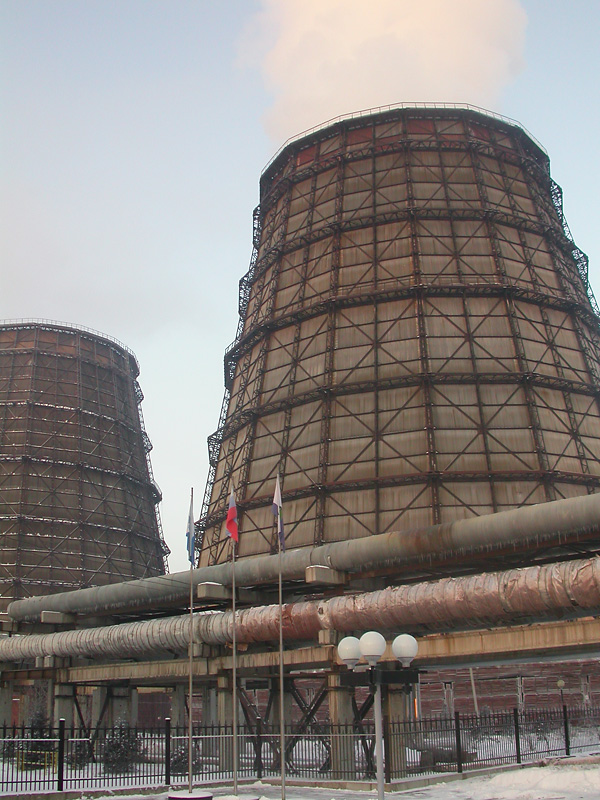
Градирни Ново-Иркутской ТЭЦ

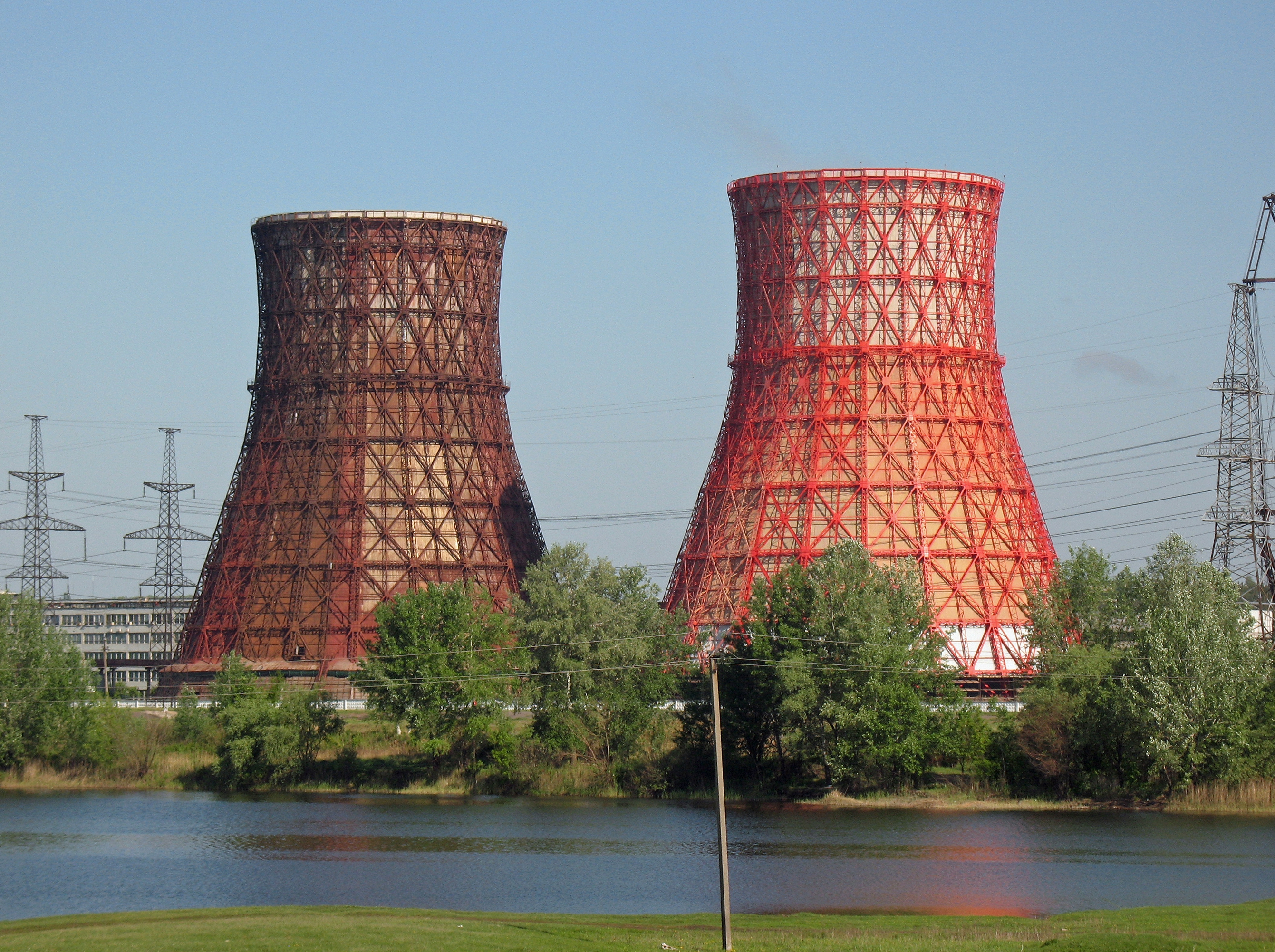
Гиперболоидные градирни Харьковской ТЭЦ-5

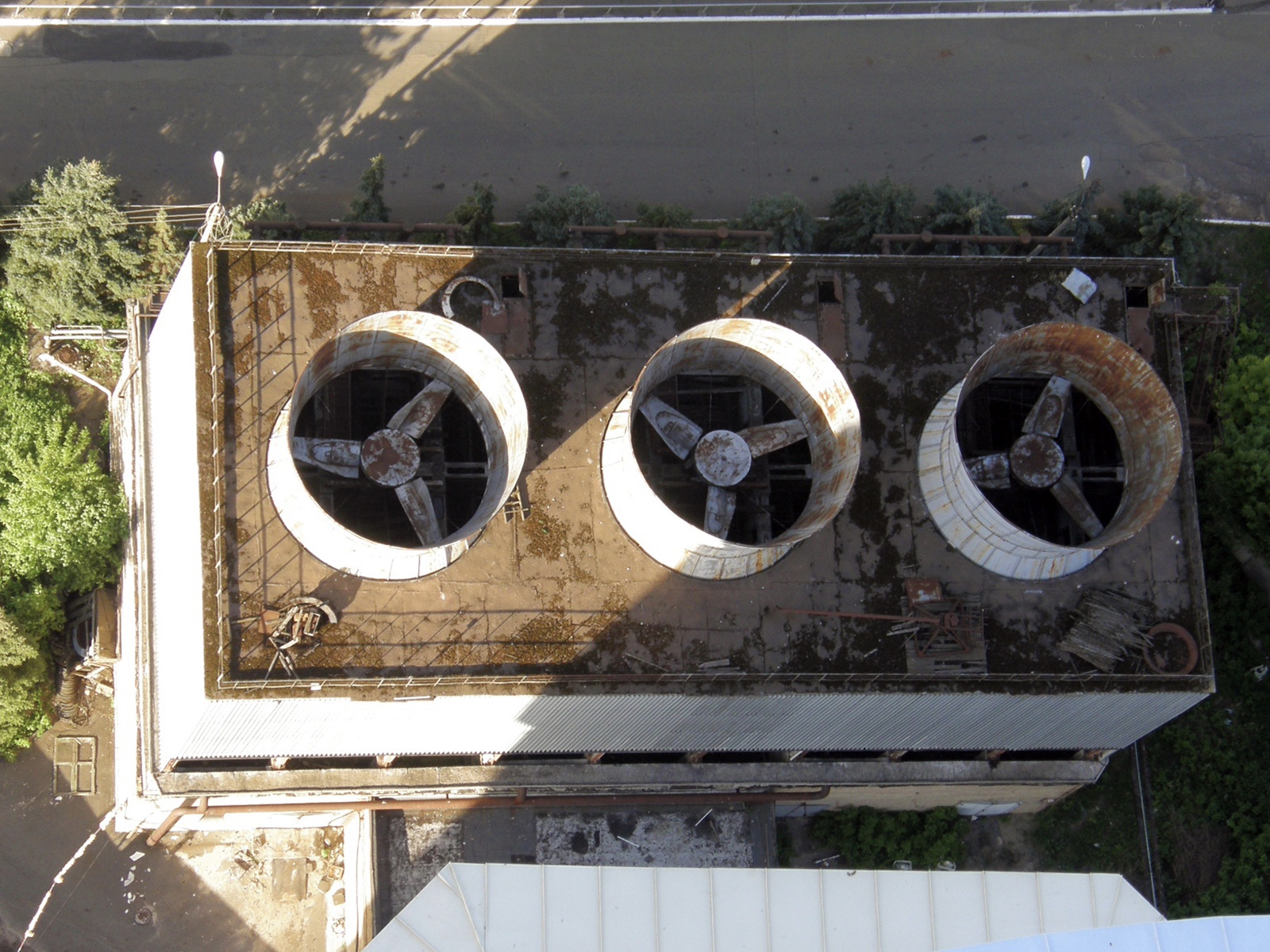
Вентиляторная градирня завода «Арсенал» (Киев)

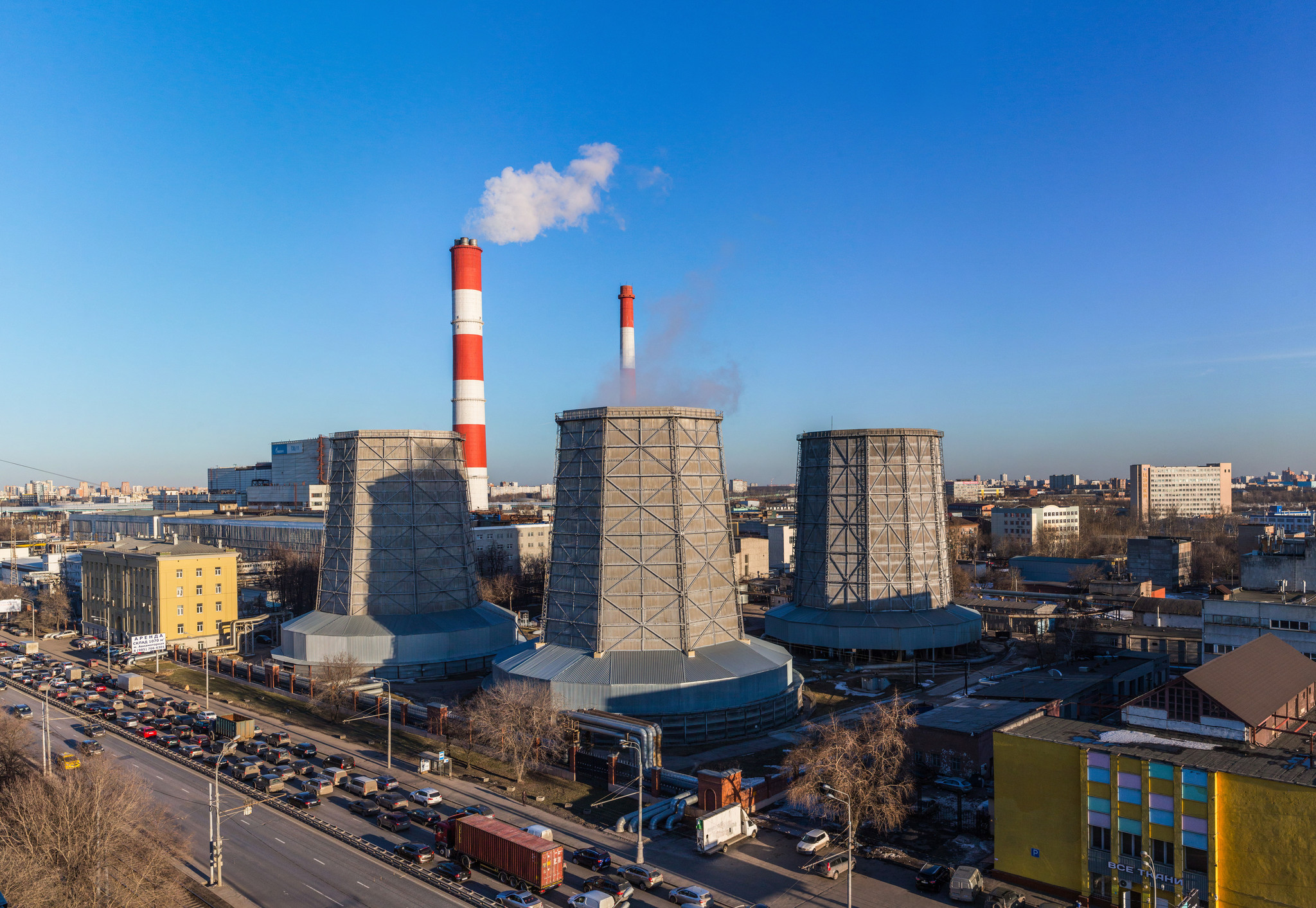
Пирамидальные градирни ТЭЦ-11 в Москве

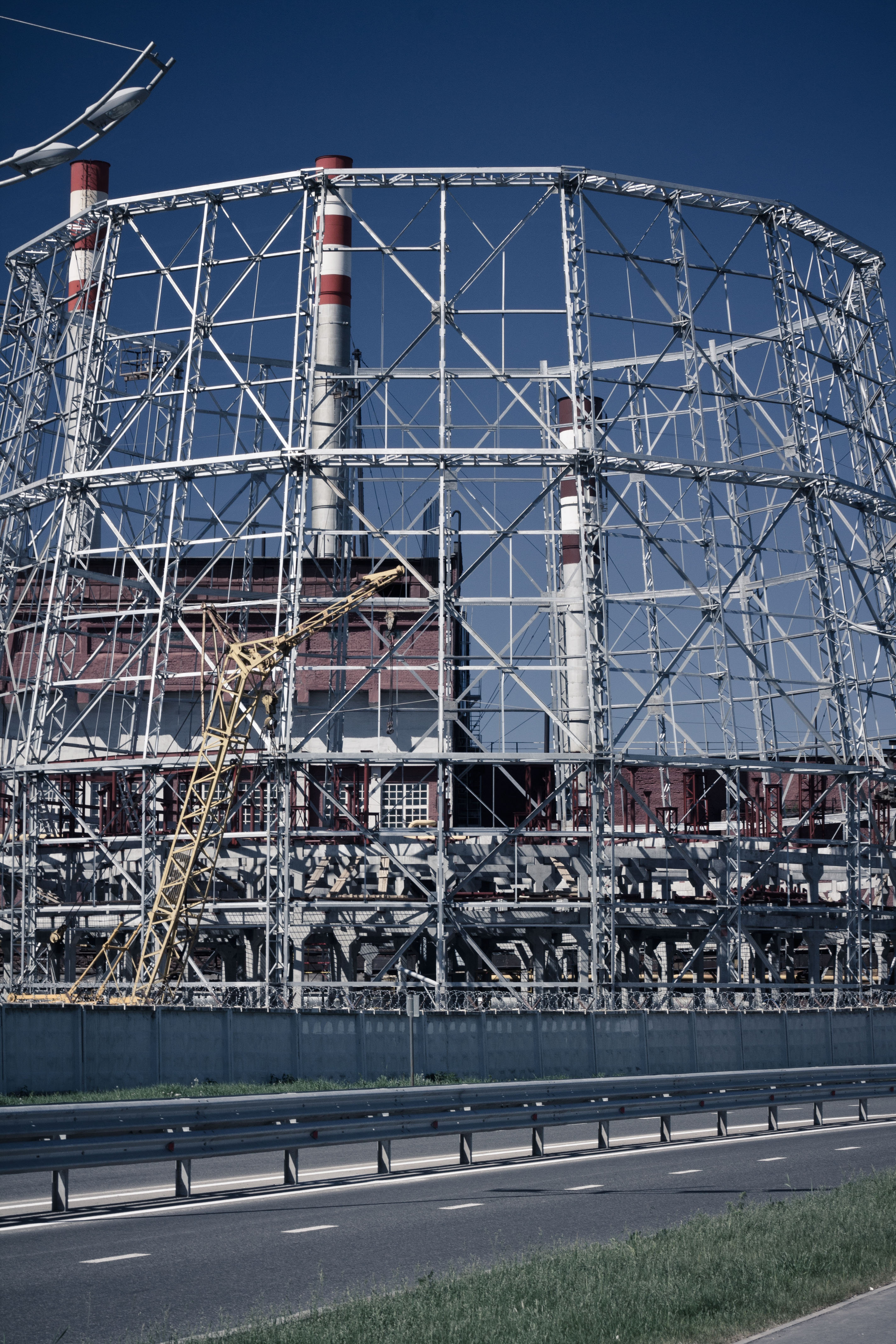
Строительство градирни ТЭЦ-1 в Ижевске

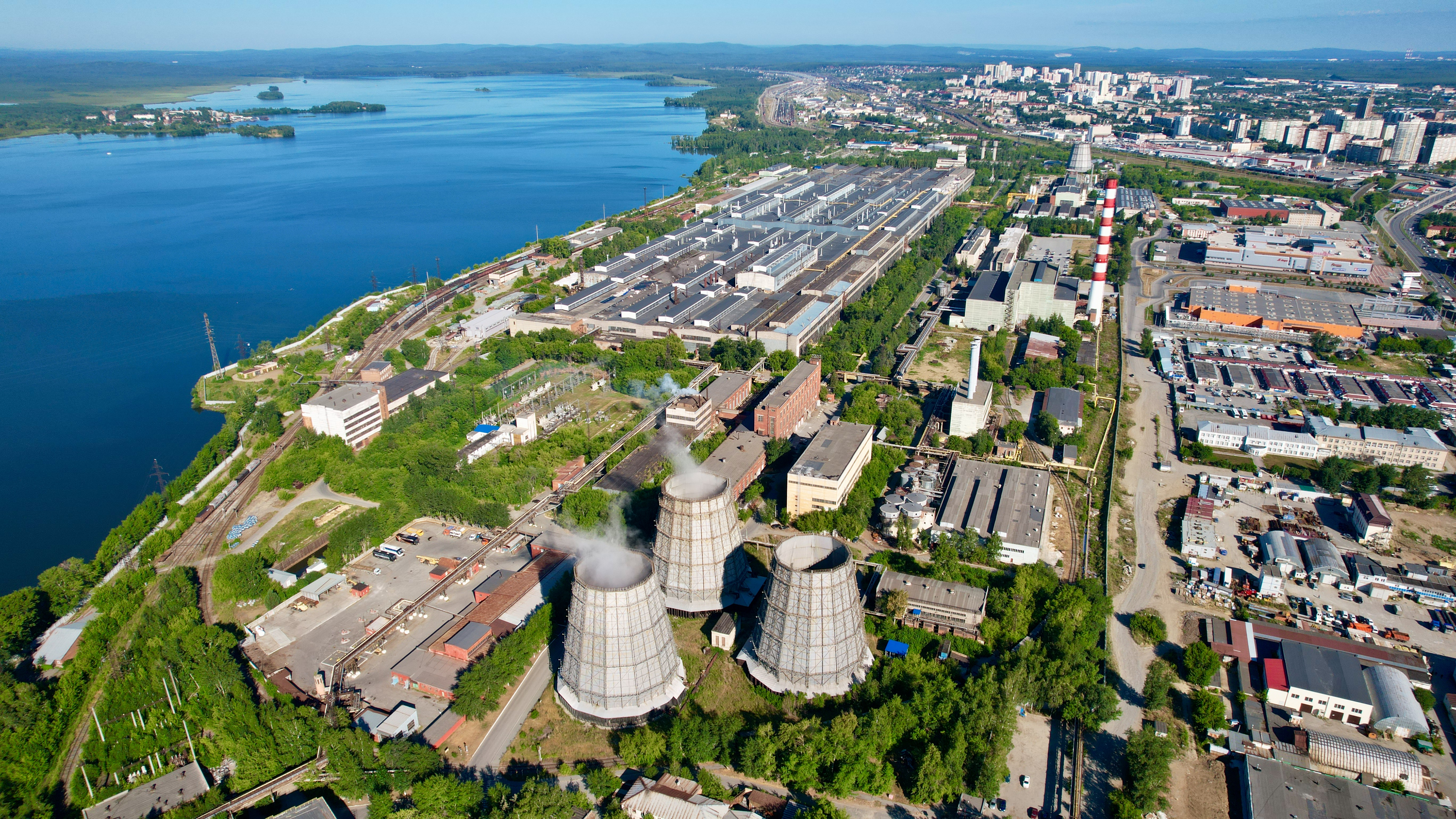
Градирни ВИЗ-Стали в Екатеринбурге

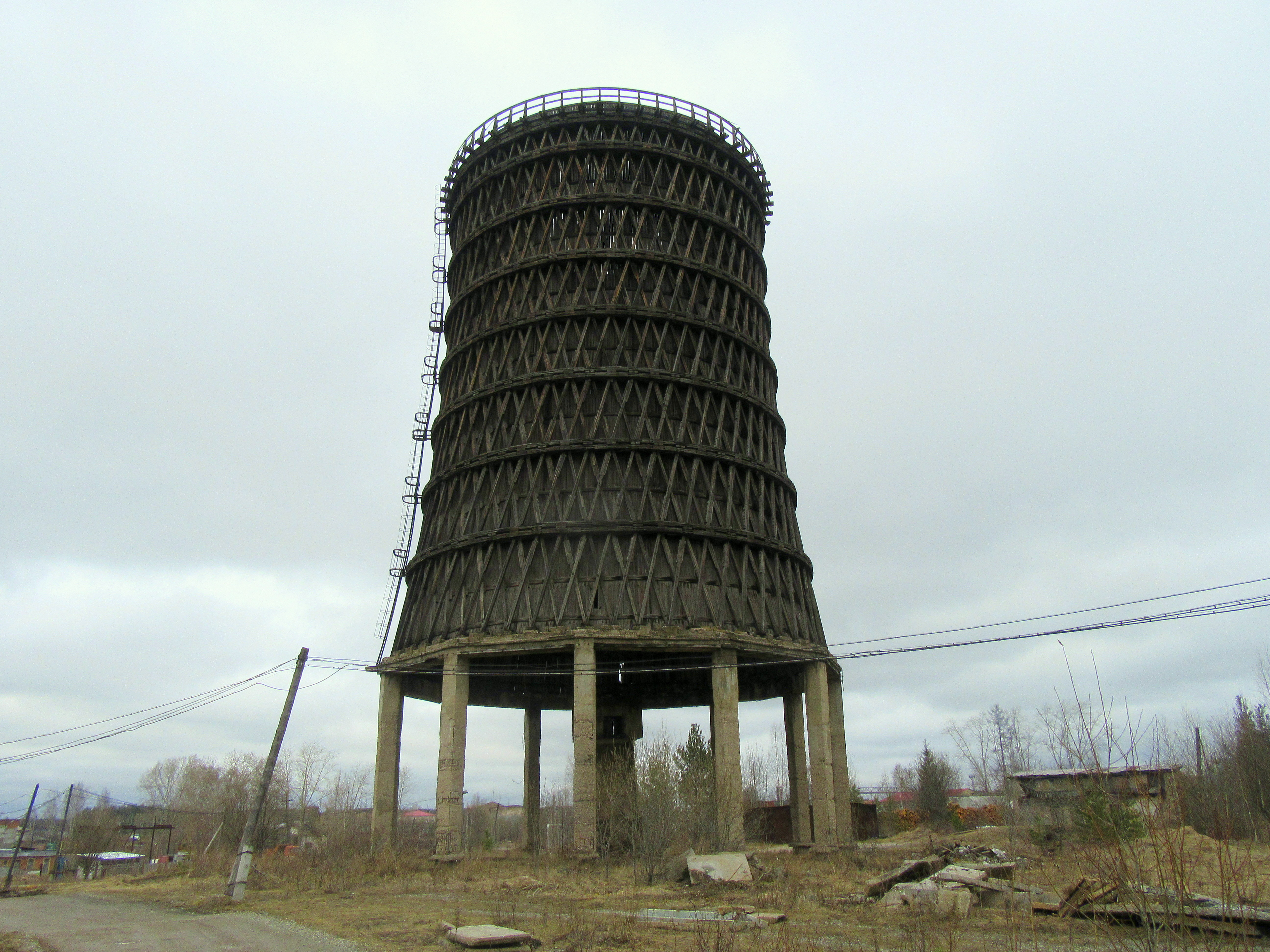
Шуховская деревянная градирня в Североуральске

В Российской империи градирни применялись при солеварении. Так по указу Екатерины II от 15 февраля 1771 года генерал-квартирмейстером Ф. В. Бауэром на реке Полисть в Старой Руссе был основан солеваренный завод. В двух градирнях этого завода вода, поднимаемая водяными насосами, частично испарялась, тем самым насыщая соляной рассол.
Первая гиперболоидная градирня была построена по конструкции профессора машиностроения и директора голландских государственных шахт Фредерика ван Итерсона в 1918 году в голландском городе Херлене. До этого конструкции градирен были различных форм: прямоугольные, круглые, овальные.
В 2012 году самой производительной в мире была построенная для немецкой АЭС Изар градирня (высота — 165 м; диаметр основания — 153 м), охлаждающая 216 000 м³/час. В градирне впервые был применён автоматический байпас водослива.
В том же 2012 году для индийской ТЭС Калисиндх была построена градирня высотой 202 м, превзошедшая самую высокую до того момента градирню немецкой ТЭС Нидерауссем высотой 200 метров. Самая высокая на тот момент градирня в России, также построена в 2012 году для 1-го энергоблока Нововоронежской АЭС-2.

## Характеристики
Основной параметр градирни — величина плотности орошения — удельная величина расхода воды на 1 м2 площади орошения.
Основные конструктивные параметры градирен определяются технико-экономическим расчётом в зависимости от объёма и температуры охлаждаемой воды и параметров атмосферы (температуры, влажности и т. д.) в месте установки.
Использование градирен в зимнее время в областях с морозной зимой может быть опасно из-за риска обмерзания градирни. Происходит это чаще всего в местах соприкосновения морозного воздуха с небольшим количеством тёплой воды. Для предотвращения обмерзания градирни и, соответственно, выхода её из строя, следует обеспечивать равномерное распределение охлаждаемой воды по поверхности оросителя и следить за одинаковой плотностью орошения на отдельных участках градирни (но только для градирен с оросителем). В вентиляторных градирнях нагнетательные вентиляторы также часто подвергаются обледенению при неправильной эксплуатации градирни. При использовании эжекционных градирен большая часть этих рисков пропадает из-за отсутствия как вентилятора, так и оросителя.

## Классификация
По способу подачи воздуха:
- башенные (тяга создаётся при помощи высокой вытяжной башни);
- вентиляторные (тяга создаётся вентилятором);
- открытые (атмосферные), использующие силу ветра и естественную конвекцию при движении воздуха через ороситель;
- эжекционные[6], использующие эффект эжекции (см. эжектор) при движении водо-воздушной смеси на высоких скоростях в специальных каналах.
- брызгальные, действующие по принципу простого разбрызгивания или фонтана.
- сухие - охлаждение происходит без испарения охлаждаемой среды, по своей сути является радиатором, представляют собой секционные быстровозводимые конструкции, каждая секция представляет собой радиатор из оребрённых труб и вентилятор с асинхронным двигателем.

По направлению течения сред (охлаждаемой воды и воздуха):
- с противотоком (наибольший температурный перепад, наибольшее аэродинамическое сопротивление);
- с перекрёстным током (меньшее аэродинамическое сопротивление, меньше капельного уноса);
- со смешанным током (конструкция градирни содержит и противоток и перекрёстный ток).

Вентиляторные градирни до последнего времени были наиболее эффективны с технической точки зрения, так как обеспечивали более глубокое и качественное охлаждение воды, выдерживая большие удельные тепловые нагрузки (однако требуют затрат электроэнергии для привода вентиляторов).
Эжекционные градирни выдерживают наибольшие гидравлические нагрузки и способны охлаждать воду с большим перепадом и с очень высоких температур (до 90 °С). Это обусловлено как отсутствием оросителя, так и большой суммарной площадью поверхности мелкодисперсных капель и высокими скоростями водо-воздушных потоков. Затраты электроэнергии на эксплуатацию систем оборотного водоснабжения с эжекционной градирней при грамотной организации схемы водоснабжения и автоматики не превышают затрат на типовые вентиляторные установки. При этом эжекционные градирни довольно морозостойкие, что делает их эксплуатацию в областях с морозной зимой наиболее экономически выгодной.
Энергетическая башня на основе цикла Майсоценко. Очень часто лимитирующим фактором во многих технологических процессах является температура холодной воды, для охлаждения которой используется охлаждающая башня (градирня). Известно, чем холоднее вода, тем лучше протекает конденсация в аппаратах химической технологии и энергетики. Недостаточно низкий вакуум в конденсаторах электростанций вследствие недостаточного охлаждения воды в градирне приводит к снижению КПД электростанции и повышенному расходу топлива на выработку единицы энергии.
В своём большинстве промышленные градирни основаны на использовании прямого испарительного охлаждения воды в контактных аппаратах. Температура охлаждённой воды в этом случае ограничена температурой мокрого термометра охлаждающего воздуха, то есть такие градирни наиболее эффективны в районах с сухим климатом (низкой влажностью воздуха). Тем не менее, градирни подобной конструкции широко используются в районах, где влажность достаточно высока. В результате работа градирен протекает в условиях далёких от оптимальных.
Обычно эффективность работы традиционных градирен составляет 70 — 75 %. Например, при температуре окружающей среды 35 °С и относительной влажности 40 %, теоретическое значение температуры охлаждённой воды составляет 23,9 °С, а выходная влажность воздуха — 0.018 кг влаги на килограмм сухого воздуха. Использование насадок плёночного типа позволяет увеличить поверхность контакта воздуха и охлаждаемой воды в заданном объёме. Однако в этом случае удаётся только повысить компактность аппарата, а не «нижнюю» температуру охлаждения, которая остаётся близкой к температуре мокрого термометра. Если использовать градирню на основе цикла Майсоценко, то для тех же условий теоретическая температура охлаждённой воды может быть близка к температуре точки росы охлаждаемого воздуха (19.4 °С), а влажность воздуха возрастает до 0.033 кг влаги на килограмм сухого воздуха. При осушке воздуха на входе в градирню до 20 %, температура воздуха может быть снижена до 7,8 °С.
Схема градирни на основе М-цикла состоит из двух вертикальных концентрических цилиндров, причём внешняя часть внутреннего цилиндра орошается водой. Такие градирни существенно отличаются от традиционных «сухих» градирен большой высоты, эффективность которых ограничена разностью температур воздуха внутри башни и вне её, а стоимость потребляемой электроэнергии значительна.
В центральном канале градирни на основе М-цикла поток за счёт охлаждения движется сверху вниз, а при нагреве в кольцевом канале — снизу вверх с увеличением влажности. Вследствие испарения воды в кольцевом канале масса потока на выходе превышает массу воздуха на входе. Наименьшая температура воздуха и воды достигается в нижней части градирни, а на выходе из кольцевого канала температура потока будет близка к температуре мокрого термометра. Применение цикла Майсоценко не ограничено использованием воздуха окружающей среды; в градирнях М-цикла могут быть использованы азот, двуокись углерода, промышленные газы, а в качестве охлаждаемой жидкости — промышленные стоки, морская и засолённая вода. Начало процессам тепло-и массообмена в градирне даёт вынужденная подача воздуха окружающей среды во внутренний цилиндр и испарение воды с внешней поверхности внутреннего цилиндра.
Градирня на основе М-цикла может быть использована для выработки электроэнергии, холодного воздуха, пресной и холодной воды. Установленная в нижней части градирни ветроустановка, за счёт высокой скорости потока способна производить электрическую энергию. При этом работа такой установки протекает постоянно и не зависит от скорости ветра атмосферы. Расчёты показывают, что градирня высотой 10 м способна производить до 25 кВт-часов электроэнергии ежедневно. Фактически, любая индустриальная труба, снабжённая устройством на основе цикла Майсоценко, может быть использована для выработки электроэнергии, охлаждённого воздуха (если отбирать часть воздуха в нижней части градирни) и холодной воды.